# Mario Cenci
Mario Cenci (Perugia, 1º maggio 1928 – Massa, 26 ottobre 1996) è stato un musicista, compositore e paroliere italiano.
È noto per essere stato per anni il chitarrista del cantante Peppino di Capri. 

## Biografia
Esordì come chitarrista di un complesso, i "Mogar", attorno alla metà degli anni cinquanta, suonando a Napoli e a Roma,  nel 1957 nella capitale dopo lo scioglimento del primo complesso, strinse un sodalizio con un gruppo chiamato "Capri Boys" che un anno più tardi avrebbe debuttato sul mercato discografico con il nome "Peppino di Capri e i suoi Rockers".
Fu Cenci a suggerire il nome d'arte al cantante caprese. Il successo arrivò immediato e il chitarrista perugino contribuì al sound e all'identità musicale del gruppo, 'inventando' effetti (come il delay applicato alla sua chitarra elettrica) sia in sala d'incisione che dal vivo. Compose anche parecchi brani di Di Capri quali Let me cry, Ch'Aggia Ffa, Let me go (Lassame), St. Tropez Twist, Solo due righe, Melancolie nonché  la versione in italiano di Girl dei Beatles.
Nel 1968 in seguito ad un periodo di crisi discografica i 'Rockers' si sciolgono. Cenci continua a tratti la carriera solista anche come cantante per una decina d'anni pubblicando alcuni dischi, collaborando con la Rai per alcuni motivi musicali per programmi tv, e aprendo un locale notturno a fine anni ottanta dove continuò ad esibirsi fino a poco tempo prima della sua scomparsa.
Nel 2024 viene pubblicato il libro Che fine ha fatto il cappello di John Lennon? di Aurora Caporali che racconta la sua vicenda artistica.

## Discografia da solista
- 1971 - Il giorno, la notte/Il bene che mi vuoi (Il Ciocco Record, ICR 1003)
- 1974 - Il pianeta donna (Fonit Cetra, LP 267)
- 1978 - Avanti! Avanti!/A 5000 km (solo lato B) (Il canzoniere, LCR 1004)

## Filmografia
Si riportano in seguito i film dove Cenci compare come membro del complesso di Peppino di Capri
- Che femmina!! e... che dollari! (1960) regia di Giorgio Simonelli
- Io bacio... tu baci (1961) regia di Piero Vivarelli
- Mina... fuori la guardia (1961) regia di Armando W. Tamburella
- Maurizio, Peppino e le indossatrici (1961) regia di Filippo Walter Ratti
- Vacanze alla baia d'argento (1961) regia di Filippo Walter Ratti
- Canzoni a tempo di twist (1962) regia di Stefano Canzio
- Twist, lolite e vitelloni (1962) regia di Marino Girolami
- Canzoni nel mondo (1962) regia di Vittorio Sala
- Giorno caldo al Paradiso Show (1962) regia di Enzo Di Gianni - film perduto
- Siamo tutti pomicioni (1963) regia di Marino Girolami
- Urlo contro melodia nel Cantagiro 1963 (1963) regia di Arturo Gemmiti
- Viale della canzone (1965) regia di Tullio Piacentini
- 008 operazione ritmo (1965) regia di Tullio Piacentini
- I Athina meta ta mesanyhta (1968) regia di Klearhos Konitsiotis